# Neretvanski put
Neretvanski put, poznat još i kao Via Narente i Via Bosna, bio je srednjovjekovni trgovački put koji je dolinom Neretve povezivao Dubrovnik s dolinom rijeke Bosne, a dalje i s raznim mjestima u srednjovjekovnoj Bosni i ostatakom Balkana. 
Put je iz pravca Dubrovnika kopnenim ili morskim putem dolazio do trga Drijeva, odakle je Neretvom, mimo Blagaja i kroz područje Mostara preko Prenja i Konjica, a onda dalje prema Visokom dolazio do centralnog bosanskog područja.
Bio je to jedan od dva glavna puta koji je povezivao Bosnu i Dubrovnik; drugi je bio Dubrovački put (Via de Ragusi, Via Ragusina, Via Drine) koji je rijekom Drinom išao do poodručja gornjeg i srednjeg Podrinja.